# Pomec císařský
Pomec císařský (Pomacanthus imperator) je hojně rozšířená ryba z čeledi pomcovití. Žije na korálových útesech v tropických oblastech Indického a Tichého oceánu v rozmezí od Rudého moře po pobřeží východní Afriky, Indonésii, Filipíny, Austrálii a Polynésii. Vyskytuje se v jedno metrové až sto metrové hloubce.
Pomec císařský patří mezi nejkrásnější obyvatele korálových útesů. Dospělec (ryba starší jak 4 roky) je až 40 cm velký, má žlutý ocas, jeden černý pruh přes oči a druhý kolem prsních a břišních ploutví a svislé, střídavě žluté a modré pruhování po stranách těla. Mladí jedinci mají nápadně odlišné zbarvení i kresbu. Jsou tmavomodří s kruhovitými a polokruhovitými bílými čarami.
Živí se především houbovci. Rozmnožuje se monogamicky.